# Lerchenhöchstadt
Lerchenhöchstadt  (fränkisch: Lärng-höschdi) ist ein Gemeindeteil des Marktes Markt Taschendorf im Landkreis Neustadt an der Aisch-Bad Windsheim (Mittelfranken, Bayern). Lerchenhöchstadt liegt in der Gemarkung Obersteinbach.

## Geographie
Der Weiler liegt an einem namenlosen rechten Zufluss der Steinach. Eine Gemeindeverbindungsstraße führt nach Obersteinbach zur Staatsstraße 2259 (0,8 km nordöstlich). Eine weitere Gemeindeverbindungsstraße führt ebenfalls zur St 2259 (0,7 km nördlich).

## Geschichte
Im Würzburger Lehenbuch, das im Zeitraum von 1303 bis 1313 entstanden ist, wurde ein Ort namens „Hofsteten“ erwähnt. Ob dieser mit Lerchenhöchstadt identisch ist, kann nicht sicher geklärt werden. Der erste eindeutige Beleg datiert im Jahr 1346 als „Herchenhoefstet“. Die heutige Form wird erstmals 1616 bezeugt und ist eine Umdeutung. Das Bestimmungswort des Ortsnamens ist der Personenname Hericho.
Im Rahmen des Gemeindeedikts wurde Lerchenhöchstadt dem Steuerdistrikt und der Ruralgemeinde Obersteinbach zugeordnet. Vor 1837 erfolgte die Umgemeindung nach Thierberg, vor 1877 kam Lerchenhöchstadt wieder zur Gemeinde Obersteinbach. Am 1. Januar 1972 wurde Lerchenhöchstadt im Zuge der Gebietsreform in Bayern nach Markt Taschendorf eingemeindet.

### Ehemalige Baudenkmäler
- Haus Nr. 7: Erdgeschossiges Bauernhaus, im Türsturz unter dem Oberlicht bezeichnet „J. H. 1828“. Verputzter Massivbau von drei zu vier Achsen, mit Satteldach und Giebel zur Straße. Geknickte Eckpilaster.[12]
- Haus Nr. 9: Erdgeschossiges Bauernhaus von drei zu fünf Achsen, im Schlussstein der Tür datiert „1868“. Verputzter Massivbau mit geknickten Eckvorlagen; der Giebel zur Straße mit Gitterfachwerk. Fenster und Fütren mit profilierten Hausteinrahmen, Fenster mit profilierten Sohlbänken.[12]

### Einwohnerentwicklung
| Jahr      | 1818  | 1836  | 1840   | 1861   | 1871   | 1885   | 1900   | 1925   | 1950   | 1961   | 1970   | 1987  |
| Einwohner |       | 49    | 57     | 44     | 37     | 43     | 44     | 50     | 43     | 38     | 35     | 31    |
| Häuser    | 12    | 12    | 11     |        |        | 9      | 9      | 8      | 8      | 8      |        | 9     |
| Quelle    | [ 8 ] | [ 9 ] | [ 14 ] | [ 15 ] | [ 10 ] | [ 16 ] | [ 17 ] | [ 18 ] | [ 19 ] | [ 20 ] | [ 21 ] | [ 1 ] |

## Religion
Lerchenhöchstadt ist seit der Reformation evangelisch-lutherisch geprägt und bis heute nach St. Rochus (Obersteinbach) gepfarrt.